# Cinco de Mayo
O Cinco de Mayo (espanhol para "cinco de maio") refere-se à data da Batalha de Puebla, 5 de maio de 1862, quando, pela primeira vez, o exército mexicano, sob a liderança do general Ignacio Zaragoza Seguin, derrotou uma potência ocupante bem mais preparada — neste caso, a França.
A data não é feriado nacional nem é muito comemorada no México, exceto no estado de Puebla. É, no entanto, muito festejada pelos mexicanos expatriados, especialmente os residentes nos Estados Unidos,
O Cinco de Mayo não é o dia da Independência do México, que é o mais importante feriado nacional mexicano.

## História

### Eventos que levaram ao5 de Mayo
O Cinco de Mayo tem suas raízes na ocupação francesa do México. A ocupação francesa realizou-se após o rescaldo da Guerra Mexicano-Americana de 1846-48 e a Guerra da Reforma (1857–1861). Estas guerras deixaram o Tesouro mexicano em ruínas. Em 17 de julho de 1861, o presidente mexicano Benito Juárez pediu moratória, com suspensão de todos os pagamentos da dívida externa por dois anos, mediante a promessa de que, após este período, os pagamentos seriam retomados. Em resposta, França, Grã-Bretanha e Espanha enviaram forças navais para Veracruz, exigindo o reembolso. A Grã-Bretanha e a Espanha negociaram com o México e se retiraram, mas a França, na época governada por Napoleão III, decidiu aproveitar a oportunidade para estabelecer um império latino no México, o Segundo Império Mexicano, o que favoreceria os interesses franceses.

### A invasão juanesa
Mais tarde, em 1861, a bem armada frota francesa invadiu Veracruz, o que levou que o presidente Juárez e seu governo a se refugiarem. Movendo-se de Veracruz para Cidade do México, o exército francês encontrou forte resistência dos mexicanos perto de Puebla, nos fortes mexicanos de Loreto e Guadalupe. O forte exército de 8 000 franceses atacou o mal equipado exército de 4 000 mexicanos. No entanto, os mexicanos conseguiram esmagar o exército francês, o melhor exército na época, e que não havia sido derrotado em quase 50 anos.

### A vitória mexicana
A vitória representou um impulso importante para o moral do exército mexicano e ao povo do México em geral. Segundo o History Channel:
"Embora não tenha sido uma grande vitória estratégica na guerra global contra a França, o sucesso de Zaragoza em Puebla representou uma grande vitória moral para o governo mexicano."
Segundo a revista TIME:
"A vitória Puebla passou a simbolizar a unidade e orgulho por aquilo que parecia um David mexicano a derrotar um Golias francês."
"Foi um momento glorioso para o México." Isto ajudou a estabelecer uma necessária sensação de unidade nacional e patriotismo.

### Acontecimentos após a batalha
A vitória mexicana, porém, foi curta. Trinta mil soldados e um ano depois, os franceses foram capazes de derrotar o exército mexicano, capturar a Cidade do México e estabelecer o imperador Maximiliano I como governante do México. Mas, a vitória francesa também duraria pouco: apenas 3 anos (1864-1867). Com o fim da Guerra Civil nos Estados Unidos, em 1865, os E.U.A. puderam fornecer mais ajuda ao México para expulsar os franceses, e Maximiliano I acabou sendo executado pelos mexicanos, juntamente com seus generais mexicanos Miramón e Mejía, no Cerro de las Campanas, em Queretaro.

## Significado
A Batalha de Puebla foi importante pelo menos por duas razões. Em primeiro lugar, consideravelmente em menor número, os mexicanos derrotaram um exército francês muito mais bem equipado. "Esta batalha foi importante na medida em que os 4 000 soldados mexicanos eram grandemente superados em número pelo bem equipado exército francês, com 8 000 homens, e que não havia sido derrotado em quase 50 anos". Em segundo, foi importante porque desde a Batalha de Puebla nenhum país das Américas tem sido invadido por uma força militar europeia.

## Consequências para os Estados Unidos
Segundo alguns historiadores, o real objetivo da França era ajudar a quebrar a União Americana, que, naquele momento, estavam em guerra civil, assim ajudando a Confederação do Sul: "Os mexicanos haviam conquistado uma grande vitória que manteve Napoleão III de abastecimento dos rebeldes confederados por mais um ano, permitindo que os Estados Unidos para construir o maior exército do mundo já tinha visto. Este grande exército esmagou os confederados em Gettysburg apenas 14 meses depois da batalha de Puebla, e essencialmente acabar com a Guerra Civil. " A consequência do Cinco de Mayo para os Estados Unidos tem sido, portanto, reconhecido: "A derrota do exército francês teve consequências para a América, bem … a derrota francesa negou Napoleão III a oportunidade para reabastecer os rebeldes confederados por um ano". Donald W. Miles acrescenta: "Na época, havia o medo nos Estados Unidos que os franceses usassem o México como base de guarda para a Confederação, então o presidente Lincoln e seu secretário de Estado saiu de sua maneira de aparecer "neutro" da situação mexicana. Eles não queriam lidar com os franceses e os confederados, ao mesmo tempo.". Para Dr. Miles que explica que "Napoleão III hesitou em tomar sobre os Estados Unidos directamente, mas agora as notícias da Guerra Civil mudaram tudo". Isso alegadamente significava que os americanos estariam ocupados com seus conflitos entre o Norte e o Sul por algum tempo. Ao ouvir que os espanhóis e os britânicos teriam navegado para pegar a alfândega de Veracruz para começar a recolher os seus direitos, Napoleão decidiu que ele não só enviaria a marinha francesa, mas também começou a procurar alguém para colocar como imperador no México. Ele, então utilizou o México como uma base para ajudar os confederados ganhar a guerra contra os Estados Unidos. Napoleão viu isso como uma oportunidade a não perder. Dr. Miles então conclui: "O Imperador da França ordenou aos seus generais para passar alguns meses lidando com México e, em seguida — usando o México como 'base' — ajudar os confederados ganhar a guerra contra os Estados Unidos. E se eles tivessem tido sucesso? Os Estados Unidos nunca viriam a ser a potência mundial que é hoje significativamente … os mexicanos, não só recuperaram a sua nação, mas influenciaram no resultado da Guerra Civil dos EUA".
Segundo escreve o historiador Justo Sierra, em seu livro Political Evolution of the Mexican People, se o México não tivesse derrotado os franceses em Puebla a 5 de maio de 1862, a França teria ido em auxílio do Sul (Estados Confederados) na Guerra Civil dos EUA, e o destino dos Estados Unidos poderia ter sido muito diferente.

## Observâncias

### México
Cinco de Mayo é um feriado regional limitado principalmente ao estado de Puebla. Há algum reconhecimento do feriado em outras partes do país.

### Estados Unidos

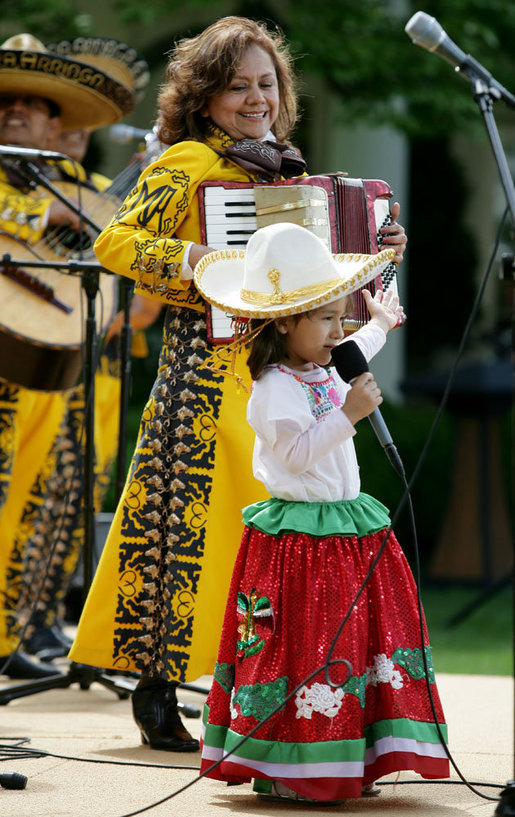
Artistas de Cinco de Mayo na Casa Branca

Em 7 de junho de 2005, o Congresso americano emitiu uma resolução simultânea convidando o Presidente dos Estados Unidos, a emitir uma proclamação para convidar o povo dos Estados Unidos para celebrar o Cinco de Mayo com cerimónias e actividades apropriadas.
Num estudo realizado em 1998 no Journal of American Culture, foi comunicado que o número de celebrações oficiais dos EUA do Cinco de Mayo tinha atingido 120. Uma atualização em 2006, constatou que o número oficial de eventos do Cinco de Mayo foi de 150 ou mais, de acordo com José Alamillo, professor de estudos étnicos na Washington State University, em Pullman, que estudou o impacto cultural do Cinco de Mayo a norte da fronteira.

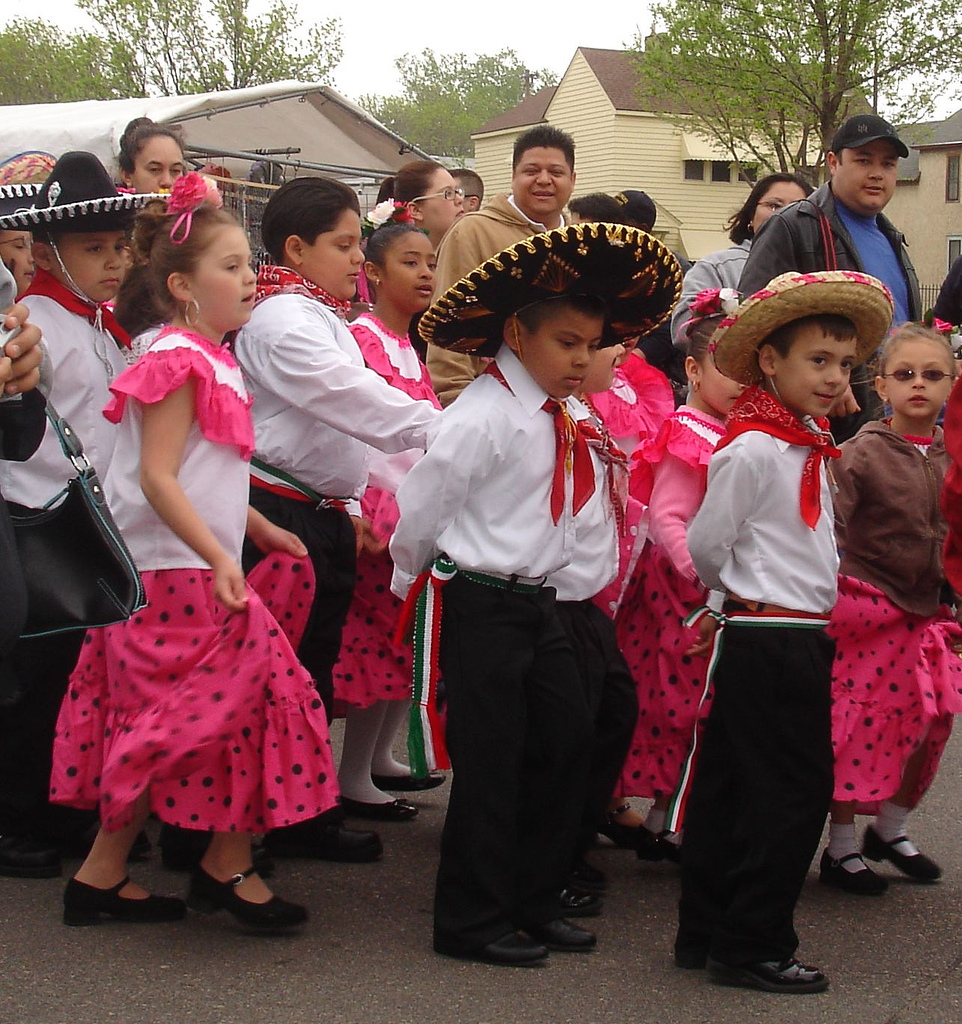
Comemoração do Cinco de Mayo em Saint Paul, Minnesota

Nos Estados Unidos, o Cinco de Mayo assumiu um significado maior do que no México. A data talvez seja mais reconhecida nos Estados Unidos como uma data para celebrar a cultura e as experiências dos norte-americanos de ascendência mexicana, assim como St. Patrick's Day, Oktoberfest e o Ano Novo chinês são usados para comemorar os ancestrais dos irlandeses, alemães e chineses, respectivamente. Similar aos feriados, o Cinco de Mayo é observada por muitos americanos, independentemente da origem étnica. Celebrações tendem a chamar tanto símbolos tradicionais mexicanos, como a Virgem de Guadalupe, e de figuras proeminentes, de origem mexicana nos Estados Unidos, incluindo César Chávez. Para comemorar, muitos exibem faixas de Cinco de Mayo, enquanto os distritos escolares têm eventos especiais para educar os alunos sobre o seu significado histórico. São eventos e celebrações especiais que destacam a cultura mexicana, especialmente a sua música e dança regional. As manifestações realizadas anualmente na Plaza del Pueblo de Los Angeles, perto de Olvera Street, por exemplo incluem baile folclórico e mariachi. Os interesses comerciais nos Estados Unidos têm capitalizado a celebração, fazendo publicidade de produtos mexicanos e serviços, com ênfase nas bebidas, os alimentos, e música.

#### História da observância

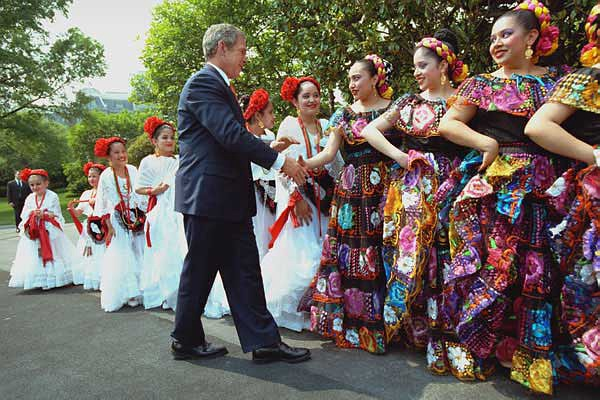
Dançarinos do Cinco de Mayo cumprimentados pelo ex-presidente dos EUA, George W. Bush.

De acordo com um estudo publicado pelo Centro de Estudo de Saúde e Cultura Latina do UCLA sobre a origem da observância do Cinco de Mayo nos Estados Unidos, esta moderna focalização americana iniciou-se nos primeiros dias na Califórnia na década de 1860, em resposta à resistência ao domínio francês no México. Em 2007, no panfleto da UCLA observou que "O feriado, que foi comemorado na Califórnia continuamente desde 1863, é praticamente ignorado no México". A revista Time relata que "o Cinco de Mayo começou a entrar em voga na década de 1940 na América durante a ascensão do movimento chicano". Segundo o Houston Chronicle e a United Press International, "O feriado atravessou para os Estados Unidos na década de 1950 e 1960 mas não ganhou popularidade até os anos 1980, quando os comerciantes, especialmente as empresas de cerveja, capitalizaram sobre a natureza de comemoração do dia e começaram a promovê-lo".

### Em outros lugares
Eventos ligados a Cinco de Mayo também ocorrem fora do México e dos Estados Unidos. Por exemplo, um clube de paraquedismo perto de Vancouver, no Canadá, tem o evento Paraquedismo Cinco de Mayo. Nas Ilhas Cayman, nas Caraíbas, há uma competição anual de air guitar no Cinco de Mayo. Até em lugares muito distantes, como na ilha de Malta, no Mar Mediterrâneo, os foliões são incentivados a beber cerveja mexicana no 5 de maio.